# おいなり達也
おいなり 達也 （おいなり たつや、1994年12月16日 - )は、日本のお笑い芸人、タレントである。北海道帯広市出身。本名、林 達也 （はやし たつや）。
以前は、ブレイブバートというコンビを組んでいたが解散。ピン芸人期間を経て、現在はきつね日和というコンビで活動中。オスカープロモーション所属を経て、現在はビクターミュージックアーツ所属。

## 略歴
中学は吹奏楽部に所属し、高校は柔道部に所属する。中学の吹奏楽部では、チューバを担当。高校の柔道部では、真面目に練習する姿勢を買われ、主将を務める。
『水曜どうでしょう』での大泉洋のしゃべりの面白さに憧れお笑い芸人になることを決意。高校卒業後、札幌放送芸術&ミュージック・ダンス専門学校に入学。その年のお笑いコース入学者が二名しかおらず、もう一人の飯嶋健人（現在はものまね芸人）と『ブレイブバート』結成。
専門学校在学中、オスカープロモーションのオーディションに合格し所属が決まる。卒業後、北海道から東京に拠点を移し活動。2016年11月 『ブレイブバート』解散。
その後しばらくピン活動を続け、共通の知り合いを通じて知り合った松本昌大（ワタナベコメディスクール28期生）と、2019年8月『きつね日和』を結成。約1年間のフリー期間を経て、ビクターミュージックアーツに所属。きつね日和ではギャグ・ボケ・パニック・ダメだろーを担当しており、「ダメだろー！」と腕を振り下ろしながら叫ぶのを特徴としている。
M-1グランプリ2022で、きつね日和として3回戦に進出し話題となる。
ピン活動中に3度芸名を変えている(ふきだし→めざわり→おいなり達也)。
YouTubeでの芸名は『ピザ・ハヤシ』名前の由来は、仲間内で作った『ピザを食べながらだべる会』で動画投稿をしようということになったため。ここで培った動画編集技術を生かして、動画審査オーディションの動画編集も行っている。
自身の主催ライブのビラのデザインや妖怪の絵を描く等、絵やデザインが得意。
お気に入りは、新宿プチドールのみつきさんと渋谷ミルキーラテのれいさんと新宿ストロベリージャムのゆうさん。
自宅にトコジラミが発生したが、自力で撃退した経験がある
8歳上の兄（既婚）がいる。

## 趣味
- 趣味は映画鑑賞、AV鑑賞、風俗、自分磨き、読書、散歩、レトロゲーム、創作料理、アニメ・マンガ関連の情報収集、イラスト・デザイン、妖怪の絵。[2]
- いなり寿司マイスター、柔道初段、パンシェルジュ検定3級、オトナの検定シリーズ(日本AV検定【１級】、日本ソープランド検定、日本セルショップ検定)と数多くの資格を持っている[2]。AV関連の検定を生かし、2024年からは女優との対談イベント「きつね日和おいなり達也のお世話になってます」を開催[7]。
- 全日本いなり寿司協会会員[2]。

## 出演
単独出演のみを記載。コンビでの出演は「きつね日和」を参照。

### TV
- 有田ジェネレーション - 大江戸温泉芸人（TBS）[8]
- Abema Prime - 食レポ（abemaTV）
- テツヤのすすきのネオンサーカス（UHB[9]）
- バラエティ開拓バラエティ 日村がゆく - 〇〇-1GP開催！我慢強くてリコーダーが得意で小道具が多い!!日村がゆく#103 （abemaTV）[10]
- 飛拳 - 審判役 (U-NEXT）
- PON！ - お笑い数打ちゃPON！ (NTV[9]）
- ウチのガヤがすみません! - トマト嫌いな細田が食べられるトマト料理を作れ！ (NTV）
- 有吉ゼミ - 片付けレスキュー (NTV）

### ラジオ
- サンドウィッチマンの天使のつくり笑い(NHKラジオ[11]）
- エンタメジャック(渋谷クロスFM）
- 滋慶学園COMグループ presents あなたの夢はなんですか？(TBSラジオ）

### 映像
- オリンピックいなり音頭 (YouTube 一般社団法人 全日本いなり寿司協会)[12]

## 受賞歴
単独受賞のみを記載。コンビでの受賞歴は「きつね日和」を参照。
- 2019年 我慢強い-1GP 優勝[10]
- 2020年 R-1ぐらんぷり2020 1回戦敗退[13]
- 2021年 R-1グランプリ2021 2回戦進出[14]
- 2022年 R-1グランプリ2022 2回戦進出[15]
- 2023年 R-1グランプリ2023 1回戦敗退